# Troodon
Troodon (Troödon u starijim izvorima) je rod relativno malenih dinosaura nalik pticama iz perioda kasne krede (prije 75-65 milijuna godina). Otkriven 1855. godine, bio je među prvim dinosaurima otkrivenim u Sjevernoj Americi. Bio je rasprostranjen, a njegovi fosili su otkriveni od Aljaske do Wyominga, moguće i u Texasu i Novom Meksiku.
Njegov naziv na starogrčkom znači "zub koji ranjava", što se odnosi na njegove zube, koji su drugačiji nego kod većine drugih teropoda. Na zubima se nalaze istaknuta nazubljenja usmjerena prema gore. Ta nazubljenja su, međutim, sličnija onima kod gmazova biljoždera, što znači da je mogao biti svežder. Otkriven je nepotpun skelet Troodona s tragovima proboda.

## Opis
Troodon je bio malen dinosaur, dug oko 2,4 m i težak oko 50 kg. Po veličini se mogao usporediti s rodovima Deinonychus i Unenlagia. Troodon je najveći poznati trudontid. Imao je vrlo duge i vitke zadnje udove, što znači da je mogao brzo trčati. Imao je veliku pandžu u obliku srpa na drugom prstu noge koju je držao iznad tla dok je trčao.
Oči su mu bile velike (što možda znači da je živio noću) i lagano okrenute prema naprijed, što mu je davalo neku razinu percepcije dubine. U njegovoj laganoj lubanji nalazila se kapsula slično kao i kod ornitomimida.

### Mozak i unutrašnje uho
Troodon je imao jedan od najvećih mozgova u odnosu na težinu tijela od svih dinosaura (usporedivo s današnjim pticama). Stopa zapremine velikog mozga u odnosu na cijeli mozak Troodona bio je 31,5% do 63%, između gmazovskog i zaista ptičjeg.

## Povijest i klasifikacija
Troodona je Joseph Leidy 1856. godine nazvao Troödon, ali ga je Sauvage 1876. godine službeno izmijenio na sadašnji naziv. Nomenklaturalni tip izazivao je probleme u klasifikaciji, s obzirom na to da se cijeli rod temelji na jednom jedinom zubu iz formacije Judith River.
Taj zub je isprva opisan kao gušterski zub, ali ga je Nopcsa 1901. godine opisao kao megalosauridskog (porodica Megalosauridae je inače bila odlagalište za većinu dinosaura mesoždera). Gilmore je 1924. godine pretpostavio da je zub pripadao biljoždernom pahicefalosauru Stegocerasu i da je Stegoceras zapravo mlađi sinonim za Troodon (sličnost zuba trudontida onima kod dinosaura biljoždera i dalje navodi mnoge paleontologe na pomisao da su bili svežderi). Klasifikaciju Troodona kao pahicefalosaura ljudi su slijedili dugo vremena, tijekom kojega je porodica Pachycephalosauridae bila poznata kao Troodontidae. Charles Mortram Sternberg je 1945. godine odbio mogućnost da je Troodon bio pahicefalosaur zbog svoje veće sličnosti zubima drugih dinosaura mesoždera. Pošto je sada Troodon klasificiran kao teropod, porodica Troodontidae se više nije mogla koristiti za dinosaure s "kacigom" na glavi, pa ih je Sternberg preimenovao u Pachycephalosauridae.
Prvi primjerak za koji se sada zna da pripada rodu Troodon, a nije bio zub, Sternberg je 1932. godine nazvao Stenonychosaurus; bazirao se na stopalu, dijelovima ruke i nekim repnim kralješcima iz Alberte. Neobična osobina ovih ostataka bila je povećana pandža na drugom nožnom prstu, što je danas poznato kao prepoznatljiva osobina pripadnika Deinonychosauria. Sternberg je isprva klasificirao Stenonychosaurus kao pripadnika porodice Coeluridae. Kasnije je, 1951. godine, Sternberg spekulirao da su, s obzirom na to da je Stenonychosaurus imao "vrlo neobično stopalo", a Troodon "jednako neobične zube", možda bili u bliskom srodstvu. Nažalost, tada nisu postojali komparabilni primjerci uz pomoć kojih bi se ta ideja testirala.
Dale Russell je 1969. godine opisao jedan potpuniji skelet Stenonychosaurusa iz formacije Dinosaur Park, nakon čega su formirani znanstveni temelji za poznatu skulpturu Stenonychosaurusa u pravoj veličini s njegovim izmišljenim humanoidnim potomkom, "dinosauroidom". Stenonychosaurus je tijekom 1980-ih postao poznat teropod, kada su detaljnije opisana stopala i moždana šupljina. Zajedno s rodom Saurornithoides formirao je porodicu Saurornithoididae. Na osnovu razlika u strukturi zuba i izuzetne nepotpunosti prvih primjeraka Troodona, za saurornitoidide se smatralo da su bliski srodnici, dok je Troodon smatran mogućim srodnikom te porodice. Phil Currie je 1987. godine, pregledajući pertinentne primjerke, pokazao da su se pretpostavljene razlike u strukturi zuba i čeljusti među trudontidima i saurornitoidima bazirale na dobi i poziciji zuba u čeljusti, a ne na razlici među vrstama. Ponovo je klasificirao Stenonychosaurus inequalis kao i Polyodontosaurus grandis i Pectinodon bakkeri kao mlađe sinonime za Troodon formosus. Currie also made Saurornithoididae a junior synonym of Troodontidae. Ovu sinonimnost su drugi paleontolozi naširoko prihvatili, pa se sada u znanstvenoj literaturi svi primjerci koji su prije spadali u Stenonychosaurus svrstavaju kao Troodon.
Međutim, koncepta da svi trudontidi iz grupe Judith River pripadaju istoj vrsti postala je upitna nakon št je Currieevo istraživanje iz 1987. godine objavljeno. Currie i kolege (1990.) su primijetili da, iako su vjerovali da su svi trudontidi iz rijeke Judith pripadali T. formosus, fosili trudontida iz drugih formacija, kao što su formacije Hell Creek i Lance, možda pripadaju drugim vrstama. George Olshevsky je 1991. godine pripisao sve fosile iz formacije Lance vrsti Troodon bakkeri (prije Pectinodon), a neki drugi istraživači (kao što je Currie) su promijenili mišljenje i zadržali fosile iz formacije Dinosaur Park kao zasebnu vrstu Troodon inequalis (prije Stenonychosaurus).
Gregory S. Paul je 1988. godine u svojoj knjizi Predatory Dinosaurs of the World uključio mongolske primjerke Saurornithoides mongoliensis u rod Troodon kao T. mongoliensis. Do dan danas ovu reklasifikaciju, zajedno s mnogim drugim sinonimizacijama poznatih rodova u spomenutoj knjizi, znanstvenici još uvijek nisu prihvatili.

## Rasprostranjenost
Troodon je poznat iz formacije Judith River i gornje formacije Two Medicine u Montani, iz grupe Judith River u Alberti, formacije Horseshoe Canyon u Alberti, formacije Prince Creek na Aljaski i iz poznatih formacija Lance i Hell Creek u SAD-u. Postoje dokazi da je Troodon više volio hladnije klime na osnovu toga što su njegovi fosili izrazito česti na sjevernim, pa čak i arktičkim područjima, ali i iz hladnijih perioda, kao što je Maastrihij. Mogući zubi roda Troodon pronađeni su u donjoj formaciji Javelina (Texas) i u formaciji Kirtland (Novi Meksiko).
Vrlo je nevjerojatno da svi ti fosili, koje dijele tisuće kilometara i milijuni godina, pripadaju jednoj te istoj vrsti roda Troodon. Ipak, potrebno je još istraživanja i još fosila kako bi se utvrdilo koliko je vrsta Troodona postojalo.

## Paleobiologija
Smatra se da je Troodon bio grabežljivac kao i ostali teropodi. Takav pogled podržavaju pandža u obliku srpa na nozi i očito dobar binokularni vid. 
Njegovi zubi su, međutim, drugačiji nego kod većine drugih teropoda. Jedno poredbeno istraživanje čeljusti pokazalo je da je Troodon možda bio svežder. Čeljusti su se susretale u širokoj simfizi oblika slova U, slično kao kod iguane, koja se hrani biljem. Uz to, zubi Troodona imali su i velika nazubljenja. Postoje udubine na intersekcijama tih nazubljenja, a vrhovi nazubljenja okrenuti su prema vrhu zuba. Zubi sa strane pokazuju tragove trošenja. Holtz (1998.) je također primijetio da su osobine koje su služile kao dokaz da je Troodon bio grabežljivac - velike ruke, mozak i stereoskopski vid - bile prisutne i kod sveždernih/biljoždernih primata i sveždernog rakuna.
Jedno istraživanje baziralo se na velikom broju zuba Troodona pronađenih u starokredskim stijenama na sjeveru Aljaske. Ti zubi su mnogo veći od onih skupljenih na južnijim lokacijama, što je dokaz da su sjeverne populacije u prosjeku bile veće. Istraživanje je zaključilo da je aljaski Troodon možda imao pristup većim životinjama kao plijenu zato što u tom staništu nisu postojali nikakvi tiranosauridi koji bi mu bili konkurencija. U tom istraživanju također je napravljena analiza proporcija i tragova trošenja zuba na jednom primjerku. Zaključeno je da tragovi trošenja na svim zubima Troodona ukazuju na ishranu mekšim tvarima - odnosno, ne kostima, kukcima s tvrdim egzoskeletom ili žilavim biljem. Umjesto toga, vjerojatno se hranio mesom.
Istraživanja starosne dobi fosiliziranih ostataka Troodona uz pomoć prstenova rasta pokazala su da je vjerojatno dostizao odraslu veličinu u roku od 3-5 godina.

### Patologija
Parijetalna kost katalogirana kao TMP 79.8.1 i koja pripada vrsti Troodon formosus ima "patološku aperturu". Godine 1985. Phil Currie je hipotezirao da je tu aperturu izazvala cista, ali su 1999. godine Tanke i Rothschild to protumačili kao mogući ranu. Jedan tek izlegnuti primjerak je možda patio od malformacija pa mu ej prednji dio čeljusti bio izokrenut. Bruce Rothschild i drugi paleontolozi su 2001. godine pregledali 21 kost stopala Troodona i nisu pronašli nikakve tragove loma.

### Razmnožavanje
John R. Horner je 1983. godine otkrio jaja i gnijezda dinosaura u formaciji Two Medicine (Montana). Varriccho et al. (2002.) su do sada opisali osam od tih gnijezda. Sva su u kolekciji Muzeja Stjenjaka, a njihovi brojevi su MOR 246, 299, 393, 675, 676, 750, 963, 1139. Horner (1984.) je pronašao izolirane kosti i nepotpune skelete hipsilofodonta Orodromeusa vrlo blizu gnijezdima, pa je mislio da gnijezda pripadaju Orodromeusu. Horner i Weishampel (1996.) su ponovo opisali embrije očuvane u jajima i doznali su da pripadaju rodu Troodon, a ne Orodromeus. Varricchio et al. (1997.) su to odredili s još većom tačnošću kada su opisali nepotpun skelet odraslog Troodona (MOR 748) u kontaktu sa skupinom od barem 5 jaja (MOR 750), vjerojatno u poziciji leženja na njima.
Varricchio et al. (1997.) su opisali točnu strukturu gnijezda Troodona. Bila su sagrađena od sedimenata, oblika tanjura, u unutrašnjem dijametru dužine oko 100 cm, i s izraženim uzdignutim ivicama oko jaja. Dovršenija gnijezda imala su između 16 (minimalan broj kod MOR 246) i 24 (MOR 963) jaja. Jaja su oblika izdužene suze, sa zašiljenijim krajem okrenutim prema dolje i otprilike do polovine ukopanim u sedimente. Jaja su nagnuta pod takvim uglom tako da je, u prosjeku, gornja polovica bliža centru gnijezda. Ne postoje tragovi biljnih tvari u gnijezdu.
Varricchio et al. (1997.) su uspjeli izvući dovoljno dokaza iz gnijezda da donesu nekoliko zaključaka u vezi reproduktivnog ponašanja Troodona. Rezultati pokazuju da je Troodon imao tip reprodukcije koji je osrednji između istog kod ptica i krokodila, kao što je i filogenija predvidjela. Jaja su statistički grupirana u parove, što ukazuje da je životinja imala dva funkcionalna jajovoda, kao i krokodili, a ne jedan, kao ptice. Krokodili nesu mnogo jaja koja su malena u odnosu na veličinu tijela. Ptice nesu manje jaja, ali su ona veća. Troodon je bio osrednji, nesući jaja težine oko 0,5 kg, za odraslog teškog 50 kg. To je 10 puta više nego kod gmazova iste mase, ali dva jaja Troodona su otprilike ekvivalentna s jajetom od 1,1 kg predviđenim za pticu od 50 kg. 
Varricchio et al. su također našle dokaze iterativnog nesenja jaja, pri kojem odrasli nese par jaja svaki dan ili dva, a onda omogućava simultano izleganje odgađanjem leženja na jajima dok ne snese sva jaja. MOR 363 je pronađen s 22 prazna (izlegla) jaja, a embriji pronađeni u jajima MOR 246 bili su u sličnom stadiju razvoja, što znači da su se svi mladunci izlijegali odjednom. Embriji su imali napredan nivo skeletalnog razvoja, što znači da su bili izraziti potrkušci. Autori su procijenili 45 do 65 dana za nesenje jaja, ležanje na njima i izlijeganje mladunaca. Nisu našli dokaze da su mladi ostajali u gnijezdu nakon izlijeganja što ukazuje na to da bi se raspršili nakon izlijeganja, kao mladi krokodila.
Varricchio et al. (2008.) su proučili histologiju kostiju primjerka Troodona MOR 748 i otkrili su da su mu nedostajali tragovi resorpcije koji bi pokazivali da je bio ženka koja treba snesti jaja. Također su izmjerili omjer totalne zapremine jaja kod grupa jaja Troodona i mase odraslog primjerka. Zapisali su ovaj omjer u obliku grafika i tip tehnika brige o mladima koje koriste današnji krokodili i ptice; otkrili su da je omjer kod Troodona bio konzistentan s istim kod ptica gdje se samo odrasli mužjak brine o jajima. Iz toga su zaključili da ženke Troodona vjerojatno nisu ležale na jajima, već mužjaci; moguće da su tu osobinu dijelili sa svim maniraptorima i primitivnim pticama.

## "Dinosauroid"
Dale Russell (tadašnji kustos fosila kralješnjaka u Nacionalnom muzeju Kanade) je 1982. godine nagađao šta se moglo desiti s rodom Troodon da se K-T izumiranje nije nikada desilo; pretpostavio je da bi evoluirao u inteligentno stvorenje građom slično čovjeku. Russell je primijetio da je tijekom geoloških perioda među dinosaurima dolazilo do polaganog rasta u kvocijentu encefalizacije (relativne težine mozga uspoređene s onom kod drugih vrsta s istom težinom tijela). Russell je otkrio prvu lubanju trudontida i primijetio je da je, iako je EQ bio niži nego kod čovjeka, isto bio šest puta veći nego kod drugih dinosaura. Da se taj trend nastavio do danas, mozak bi imao zapreminu od 1100 cm3, usporedivo s čovjekovim. Trudontidi su imali polumanipulativne prste i mogli su držati predmete do neke razine, a imali su binokularni vid.
Russell je pretpostavio da bi ovaj "Dinosauroid", kao i većina dinosaura iz porodice trudontida, imao velike oči i tri prsta na rukama, a jedan bi bio djelomično odvojen. Kao i kod većine današnjih gmazova (a i ptica), genitalije bi bile skrivene unutar tijela. Russell je spekulirao da bi morao imati pupak, jer placenta potpomaže razvoj veće moždane šupljine. Međutim, ne bi imao mliječne žlijezde pa bi hranio mladunce povraćajući im hranu. Njihov jezik zvučao bi kao pjev ptica.
Prethodno tome, 1977. godine, Carl Sagan je u svojoj knjizi The Dragons of Eden: Speculations on the Evolution of Human Intelligence spekulirao da bi Saurornithoides evoluirao u sve inteligentnije oblike da se izumiranje nije desilo. U svijetu kojim dominiraju Saurornithoidesi, smatrao je Sagan, aritmetika bi se temeljila na oktalnom sustavu, a ne na dekadskom.
Russellov eksperiment još se od 80-ih susretao s kriticizmom paleontologa, od kojih mnogi ističu da je Dinosauroid previše antropomorfičan. Gregory S. Paul (1988.) and Thomas R. Holtz, Jr. smatraju ga "sumnjivo nalik na čovjeka" (Paul, 1988.), a Darren Naish je prosudio da bi inteligentan trudontid s velikim mozgom više zadržao standardnu građu tijela, vodoravnog držanja tijela i dugim repom i vjerojatno bi manipulirao predmetima njuškom i stopalima kao ptica, umjesto rukama kao čovjek.

## Vanjske poveznice
- Prethistorijska Montana[neaktivna poveznica]
- American Museum of Natural History  Arhivirana inačica izvorne stranice od 31. prosinca 2003. (Wayback Machine)
- Dinosauroid